# 페르난도 무슬레라
네스토르 페르난도 무슬레라 미콜(스페인어: Néstor Fernando Muslera Micol, 1986년 6월 16일 ~ )은 우루과이의 축구 선수이며, 현재 아르헨티나 프리메라 디비시온의 에스투디안테스 소속의 골키퍼이고 라치오 시절에는 본인의 출생년도를 따 86번을 달기도 했다.

## 축구

### 국가 대표
2009년 10월 10일 에콰도르 축구 국가대표팀과의 월드컵 지역예선에서 첫 경기를 치렀고, 2010년 FIFA 월드컵 조별 예선에서 강적 프랑스의 공격을 모두 막아내는 등 무실점으로 예선을 통과하였다. 가나 축구 국가대표팀과의 8강전 승부차기에서는 두 번의 선방을 하여 팀의 준결승 진출에 기여하였으며 이로 인하여 야신상 후보에 오르기까지 했으나 야신상에 뽑히지는 못했다.
2011년 코파아메리카에서 우루과이 축구 국가대표팀의 주전 골키퍼로서 출전하여 활약했으며 특히 8강 아르헨티나 전에서 신기에 가까운 선방으로 팀을 승부차기까지 끌고 간 다음 승부차기에서 승리를 거둬서 준결승에 올려놓았으며 끝내 코파아메리카에서 우승을 차지했다. 이 결과로 인하여 아르헨티나 축구 국가대표팀에서는 세르히오 바티스타 감독이 경질되고 후임으로는 알레한드로 사벨라 감독이 선임되었다.

## 수상

### 클럽
SS 라치오
- 코파 이탈리아 : 2009
- 수페르코파 이탈리아나 : 2009

갈라타사라이 SK
- 쉬페르리그 : 2011-2012, 2012-13, 2014-15, 2017-18, 2018-19
- 튀르키예 쉬페르 쿠파 : 2012, 2013, 2015, 2016, 2019
- 튀르키예 쿠파스: 2013-14, 2014-15, 2015-16, 2018-19

### 국가대표
- 2010년 FIFA 월드컵 : 4위
- 2011년 코파 아메리카 : 우승

개인
- 2011년 코파 아메리카 맨 오브 더 매치 : vs. 아르헨티나 (8강전)

## 같이 보기
- A매치 100경기 이상 출전한 축구 선수 명단